# Brian Gipperich
Brian Gipperich (* 1. März 1997) ist ein deutscher Handballspieler.

## Karriere
Im Alter von fünf Jahren kam Brian Gipperich beim TV Sulz zum ersten Mal mit dem Handball in Berührung. Bis zur C-Jugend betrieb der Sohn des ehemaligen Junioren-Nationalspielers Christoph Gipperich auch Fußball und Leichtathletik. Nachdem er mit seiner Familie von Baden-Württemberg nach Wuppertal gezogen war, ging es für ihn über die Stationen TV Beyeröhde und JSG Wuppertal (Oberliga) zum Bergischen HC. Dort wurde er zur festen Größe in der A-Jugend und kam in der Saison 2014/15 zu seinem ersten Bundesliga-Einsatz. In der Saison 2015/16 wurde er sowohl in der Oberliga in der 2. Mannschaft als auch in der Bundesliga eingesetzt, in der er in 14 Spielen drei Tore erzielte. Zur Saison 2016/17 wurde Gipperich an den Drittligisten Neusser HV verliehen. Mit Neuss stieg er 2017 in die 2. Bundesliga auf. Seitdem treten die Männermannschaften von Neuss und der HSG Düsseldorf als HC Rhein Vikings an. Nach dem Rückzug der Vikings wechselte Gipperisch zum Drittligisten SG Schalksmühle-Halver. Im März 2024 zog Gipperich einen Kreuzbandriss zu.
In der Jugend wurde Gipperich in die Auswahlmannschaften des Handball-Verbands Niederrhein berufen und auch im rechten Rückraum eingesetzt, obwohl er eigentlich als Rechtsaußen spielt.

## Sonstiges
Gipperich ging auf das Carl-Duisberg-Gymnasium in Wuppertal.